# Horská bouda
Horská bouda (německy Bergbauden) je typ horské chaty, který se vyskytuje převážně v Krkonoších. Původně se jednalo o ochranné horské příbytky pro pastevce dobytka. Obvykle se jednalo o roubenky postavené z na sebe položených klád se šindelovou střechou se dvěma místnostmi a chlévem. V létě sloužili jako příbytky pro pastevce a dřevorubce.
Okolo roku 1850 začaly být zajímavé i pro horskou turistiku. Okolo konce 19. století už mnohé sloužily jako hostely pro turisty a za tímto účelem byly rozšiřovány, aby mohly pohostit a ubytovat rostoucí množství hostů. Zároveň také vznikaly úplně nové horské boudy.
Mnohé historické horské boudy musely být po roce 1990 z důvodu havarijního stavu uzavřeny a zbourány. Jiné byly renovovány, přizpůsobeny nové době a znovu otevřeny.
V Polsku jsou horské boudy označované jako Schronisko turystyczne.

## Příklady

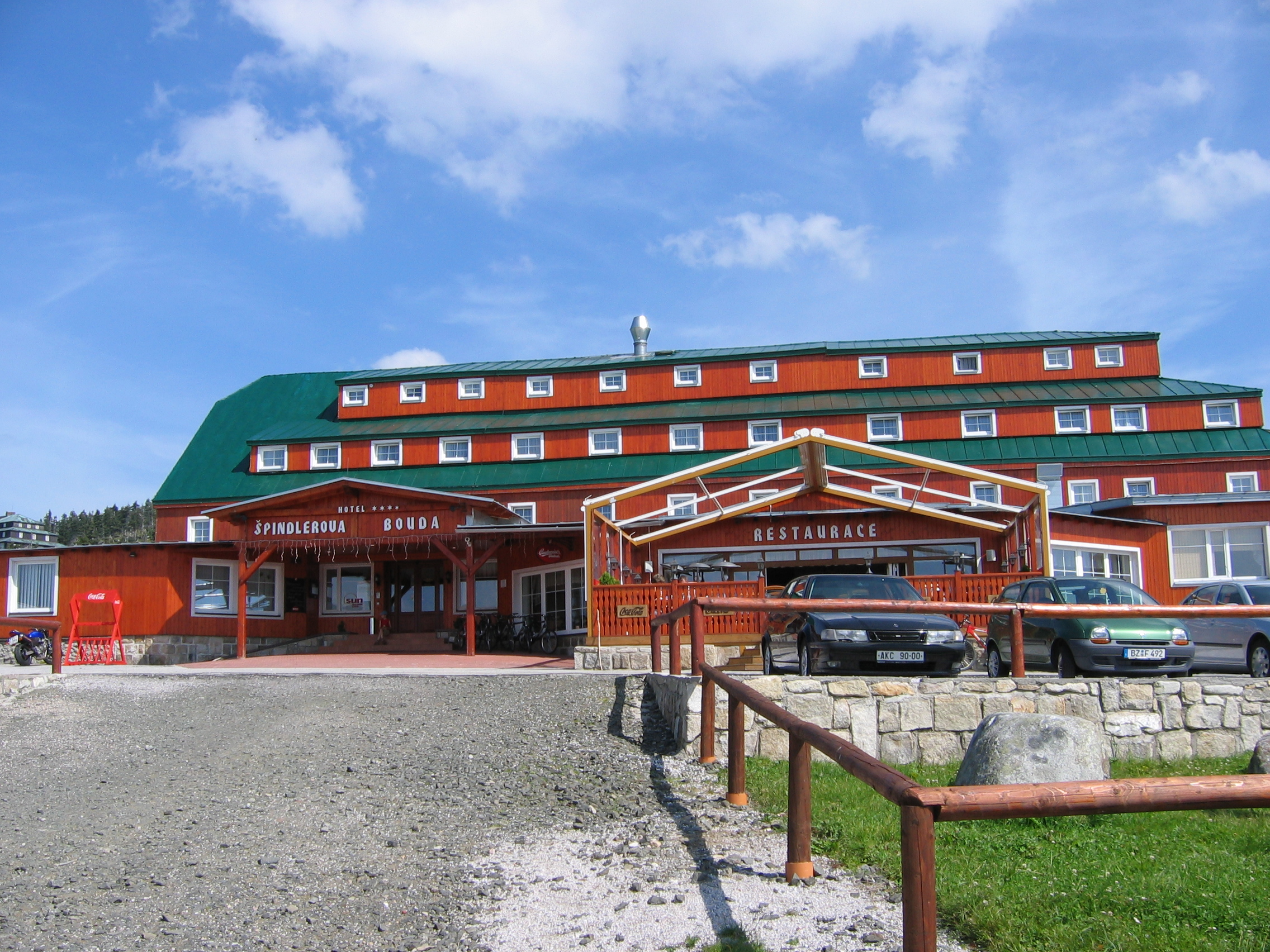
Špindlerova bouda v roce 2007

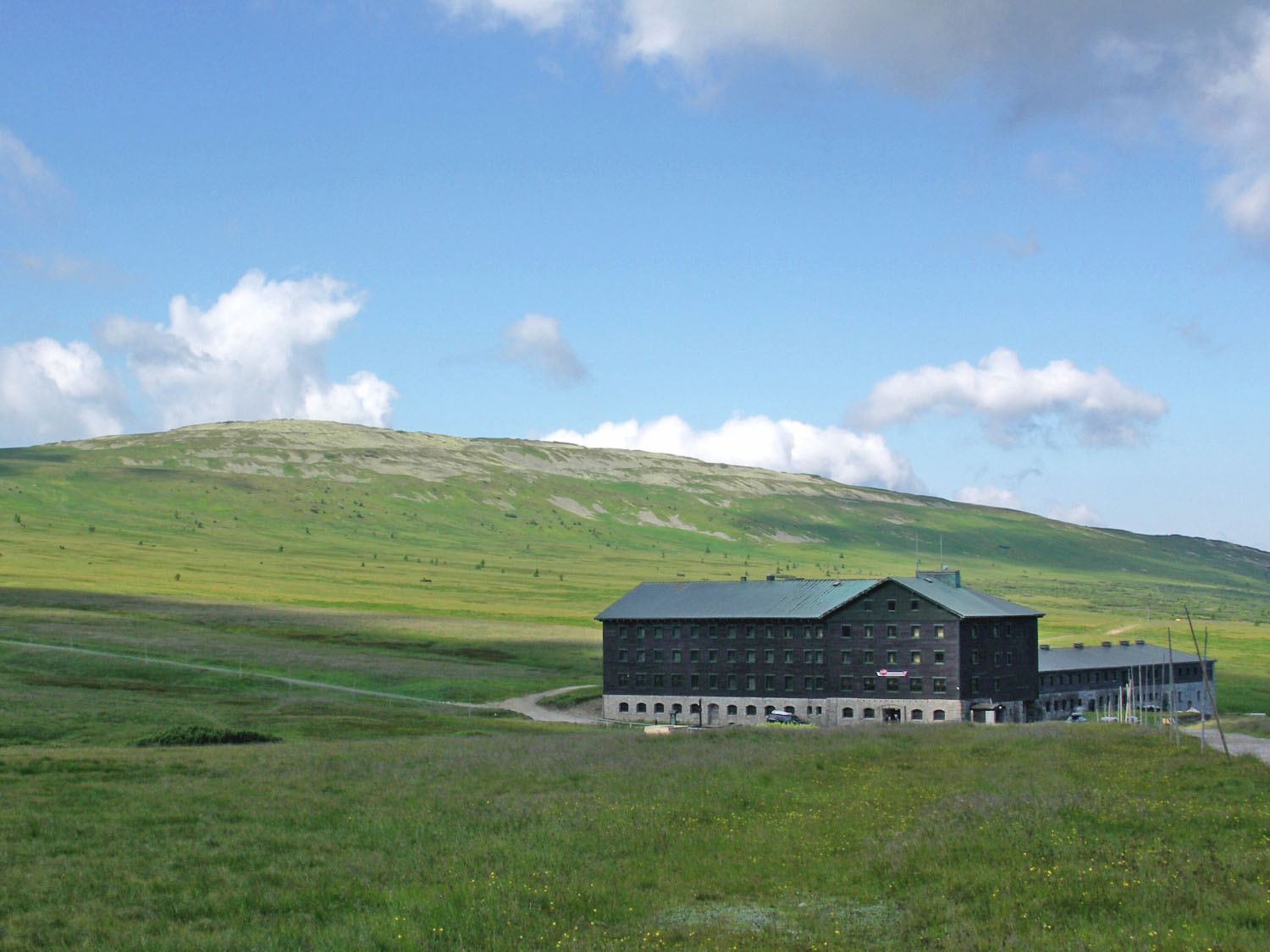
Luční bouda v roce 2007

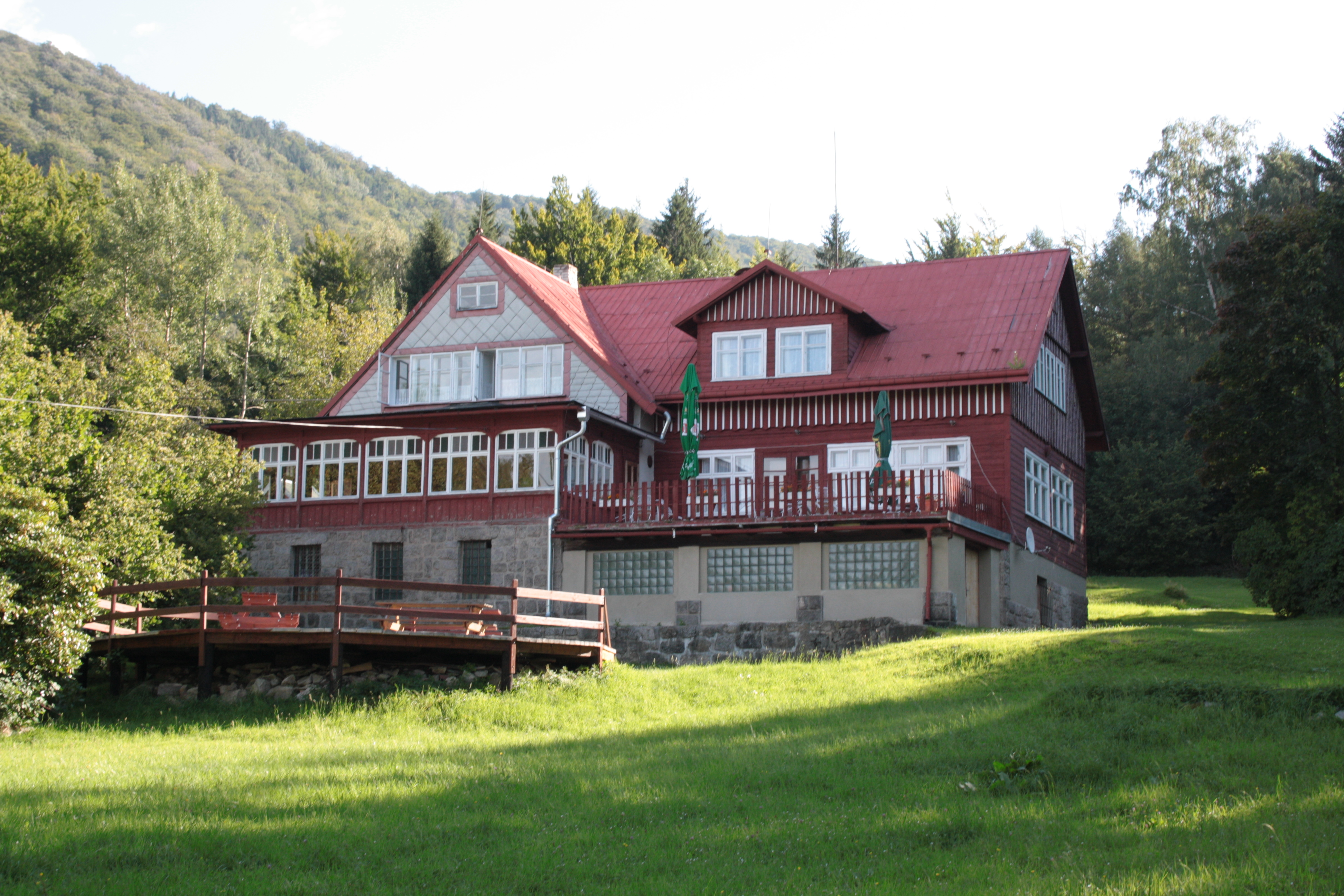
Bártlova bouda v roce 2012

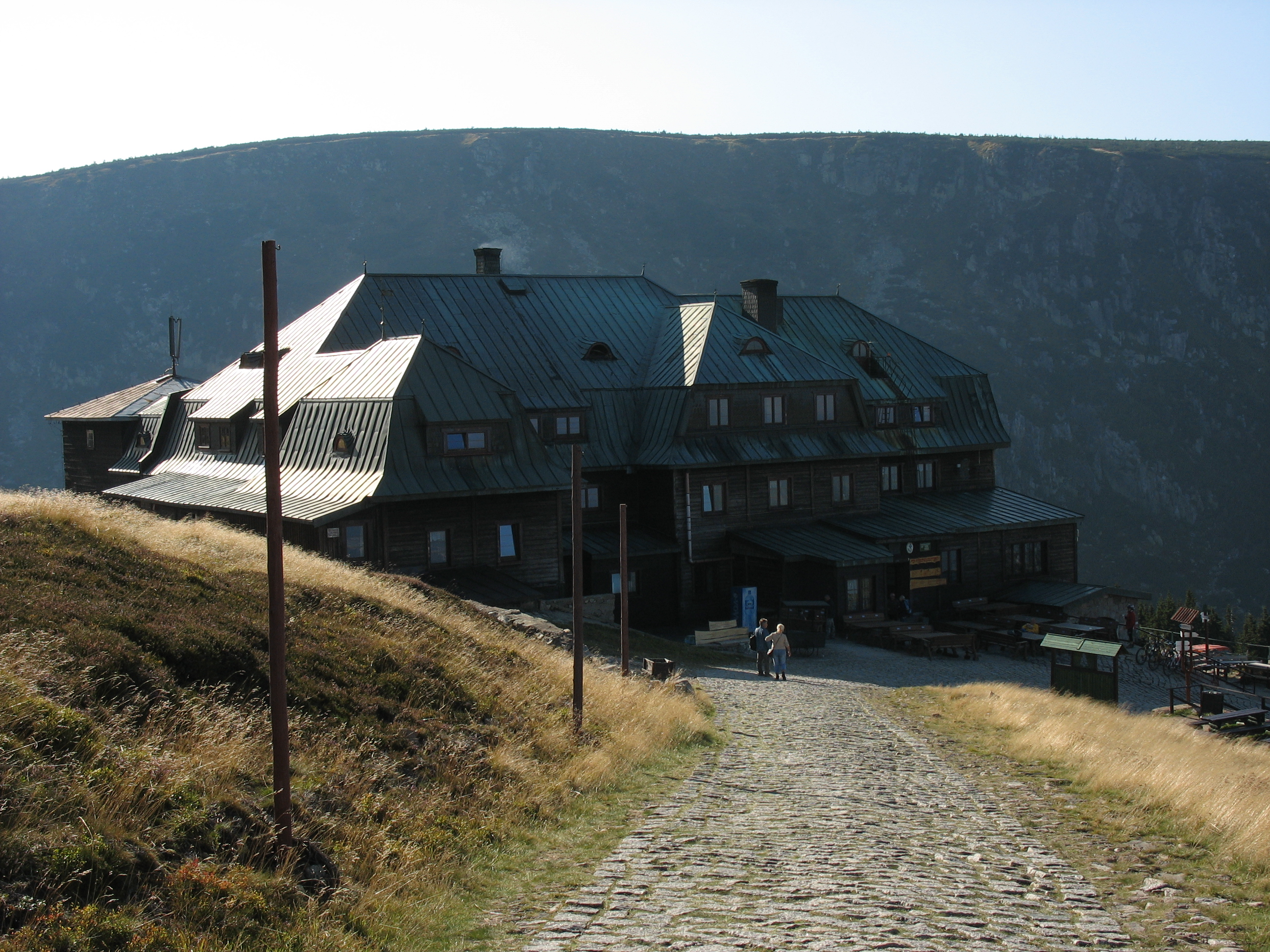
Hamplova bouda v roce 2006

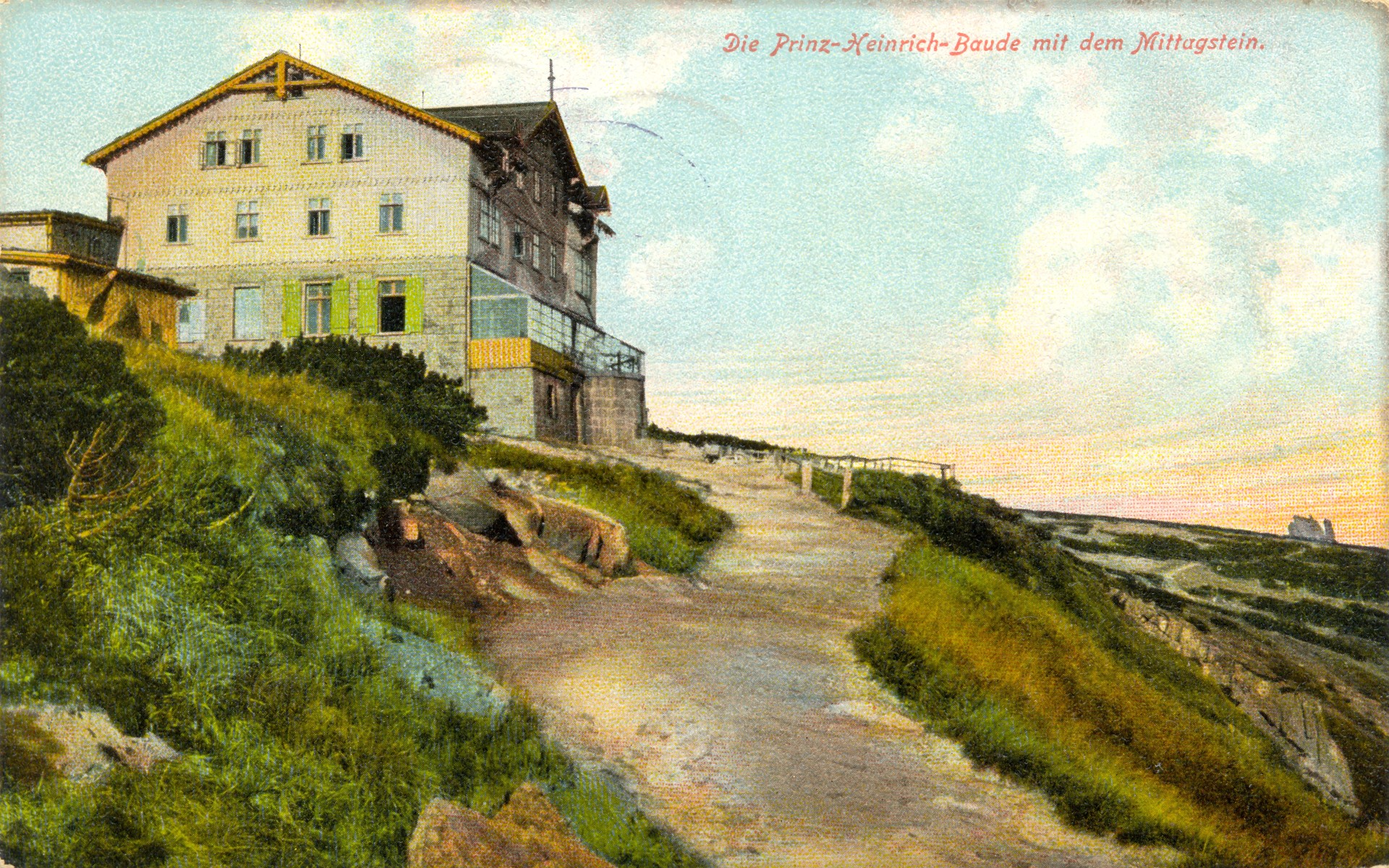
Bouda prince Jindřicha na pohlednici poslané v roce 1921

## Česko
Krkonoše:
- Labská bouda
- Luční bouda
- Martinova bouda
- Horská Bouda Růžohorky
- Špindlerova bouda
- Vosecká bouda
- Výrovka
- Vrbatova bouda
- Česká bouda na Sněžce
- Petrova bouda
- Rennerova bouda

Jizerské hory:
- Bártlova bouda

## Polsko
Krkonoše:
- Schronisko Dom Śląski
- Schronisko Odrodzenie
- Schronisko na Szrenicy
- Stará slezská bouda (Schronisko pod Łabskim Szczytem)
- Nová slezská bouda (Schronisko na Hali Szrenickiej)
- Bouda u Sněžných jam
- Hamplova bouda
- Bouda u Małeho Stawu
- Slezská bouda na Sněžce
- Bouda prince Jindřicha

Jizerské hory:
- Schronisko Na Stogu Izerskim

## Německo
Horní Lužice:
- Hochwald-Baude v Žitavských horách na Hvozdu
- Töpfer-Baude v Žitavských horách na Töpferu
- Kottmar-Bergbaude ve Šluknovské pahorkatině na Kottmaru
- Keulenberg-Baude u města Pulsnitz

Krušné hory:
- Geisingberg-Baude na Geisingbergu
- Bergbaude Kohlhaukuppe na Kohlhaukuppe